# Camptocosa
Camptocosa este un gen de păianjeni din familia Lycosidae.
Cladograma conform Catalogue of Life:
| Camptocosa | \| \| Camptocosa parallela \| \| \| \| \| \| Camptocosa texana \| \| \| \| |
|            | \| \| Camptocosa parallela \| \| \| \| \| \| Camptocosa texana \| \| \| \| |
|            | Camptocosa parallela                                                       |
|            |                                                                            |
|            | Camptocosa texana                                                          |
|            |                                                                            |